# Henryków Lubański

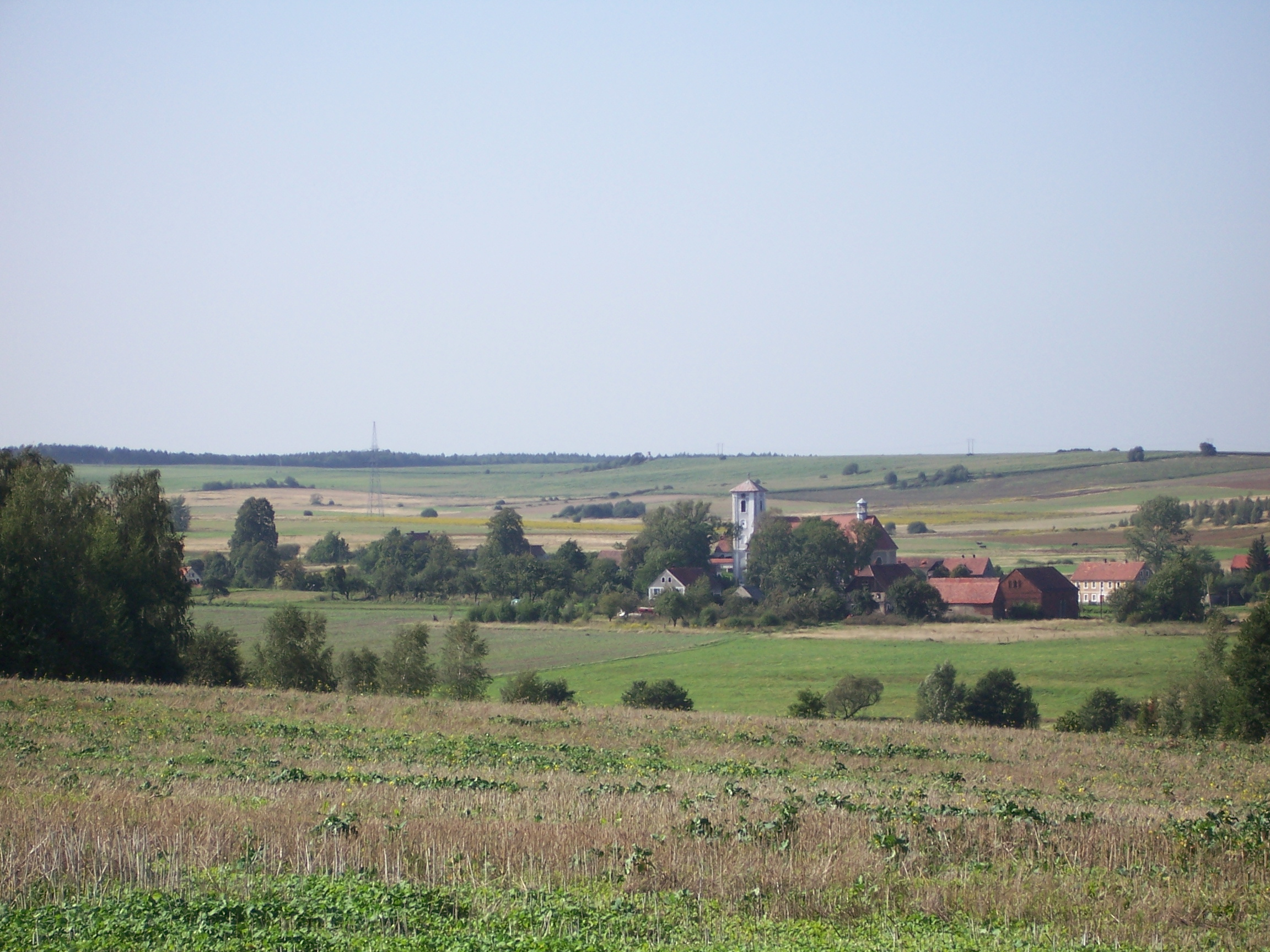
Henryków Lubański

Henryków Lubański [xɛn'rɨkuf lu'baɲski] (deutsch Katholisch Hennersdorf, 1937–1939 Hennersdorf, schlesisch und oberlausitzisch: Hennerschdurf; 1939–1945 Ziethen-Hennersdorf) ist ein Ort mit 850 Einwohnern in der Landgemeinde Lubań im Powiat Lubański der Woiwodschaft Niederschlesien in Polen.

## Geographie
Henryków Lubański liegt etwa vier Kilometer nördlich von Lubań (Lauban) an einem Nebenfluss des Queis, etwa 20 Kilometer östlich der polnisch-deutschen Landesgrenze.

## Geschichte
Das Dorf wurde wahrscheinlich an der Wende vom 12. zum 13. Jahrhundert gegründet und war im Besitz des Magdalenerinnenklosters Lauban und dessen größtes Stiftsdorf. Deshalb blieb die Mehrheit der Dorfbewohner auch nach der Reformation katholisch und der Ort hieß bis 1937 Katholisch Hennersdorf.
Im Jahr 1432 wurde das Dorf durch einen Brand zerstört. Im 16. und 17. Jahrhundert war die Siedlung berühmt für die Herstellung hochwertiger Garne, aus denen Damast hergestellt wurde. Am 10. Januar 1649 kam es bei Katholisch Hennersdorf zu einer Schlacht zwischen den Truppen des Kaisers Ferdinand III. von Habsburg und Schwedischen Truppen.
Nördlich von Katholisch Hennersdorf fand während des Zweiten Schlesischen Krieges die Schlacht bei Hennersdorf statt. Unter dem Kommando des Generals Hans Joachim von Zieten überraschten Preußische Truppen am 23. November 1745 die in der Siedlung stationierten sächsischen Soldaten und besiegten sie. Anschließend plünderten die Preußischen Truppen das eroberte Dorf. Auf die Schlacht verweist ein Gedenkstein, der sich an der Straße nach Godzieszów (Günthersdorf) etwa einen Kilometer nördlich von Hennersdorf befindet und mit der Aufschrift Ziethen aus dem Busch – Kath. Hennersdorf 23.11.1745 versehen ist.
Während des Zweiten Weltkriegs kam es vom 20. Februar bis 4. März 1945 in der Nähe des Dorfes zu Kämpfen zwischen der Wehrmacht und der Roten Armee. Die Bevölkerung hatte unter dem Verhalten der siegreichen Roten Armee schwer zu leiden.

## Besondere Ereignisse
Im Herbst 1925 ereigneten sich in der Umgebung von Hennersdorf etwa zehn große Brände. Die Polizei verdächtigte den aus Posen zugezogenen Juden Müller Walter Jaffé, dessen gutgehende Mühle ebenfalls abbrannte. „Die Nachbarn, voll Neid gegen den erfolgreichen Müller, gegen den Republikaner und Juden erfüllt, zischeln den Verdacht weiter.“ Bei den Ermittlungen wurden alle entlastenden Umstände außer Betracht gelassen, und Jaffé wurde inhaftiert. Das Landgericht Görlitz sprach ihn dann frei. „Wie aber, wenn die Jagdwildheit des Untersuchungsrichters einen ganz armen Mann getroffen hätte, der nicht die Mittel hatte, Sachverständige aufzurufen und gewitzte Verteidiger?“

## Sehenswürdigkeiten
- Die Eibe von Hennersdorf, galt schon 1921 als der „älteste Baum Deutschlands“. Heute gilt die Eibe als der „älteste Baum Polens“.

- Die Römisch-katholischePfarrkirche St. Nikolaus wurde vermutlich im 17. oder frühen 18. Jahrhundert an der Stelle eines Vorgängerbaus aus dem Jahr 1220 errichtet und mehrmals umgebaut und instand gesetzt.
- Pfarrhaus vom Ende des 17. Jahrhunderts
- Wohnhaus Hausnr. 213 aus dem 19./20. Jahrhundert

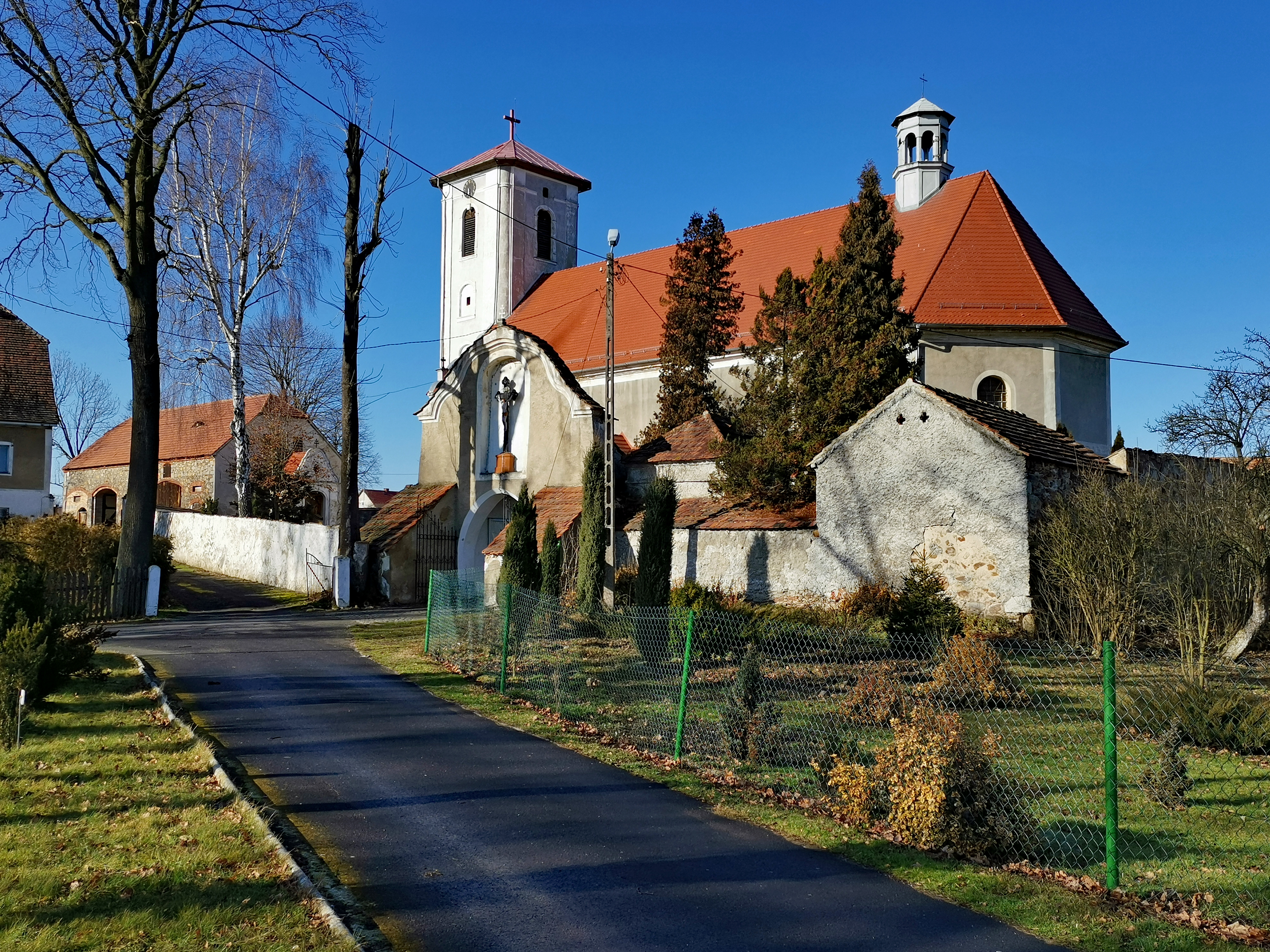
St.-Nikolaus-Kirche
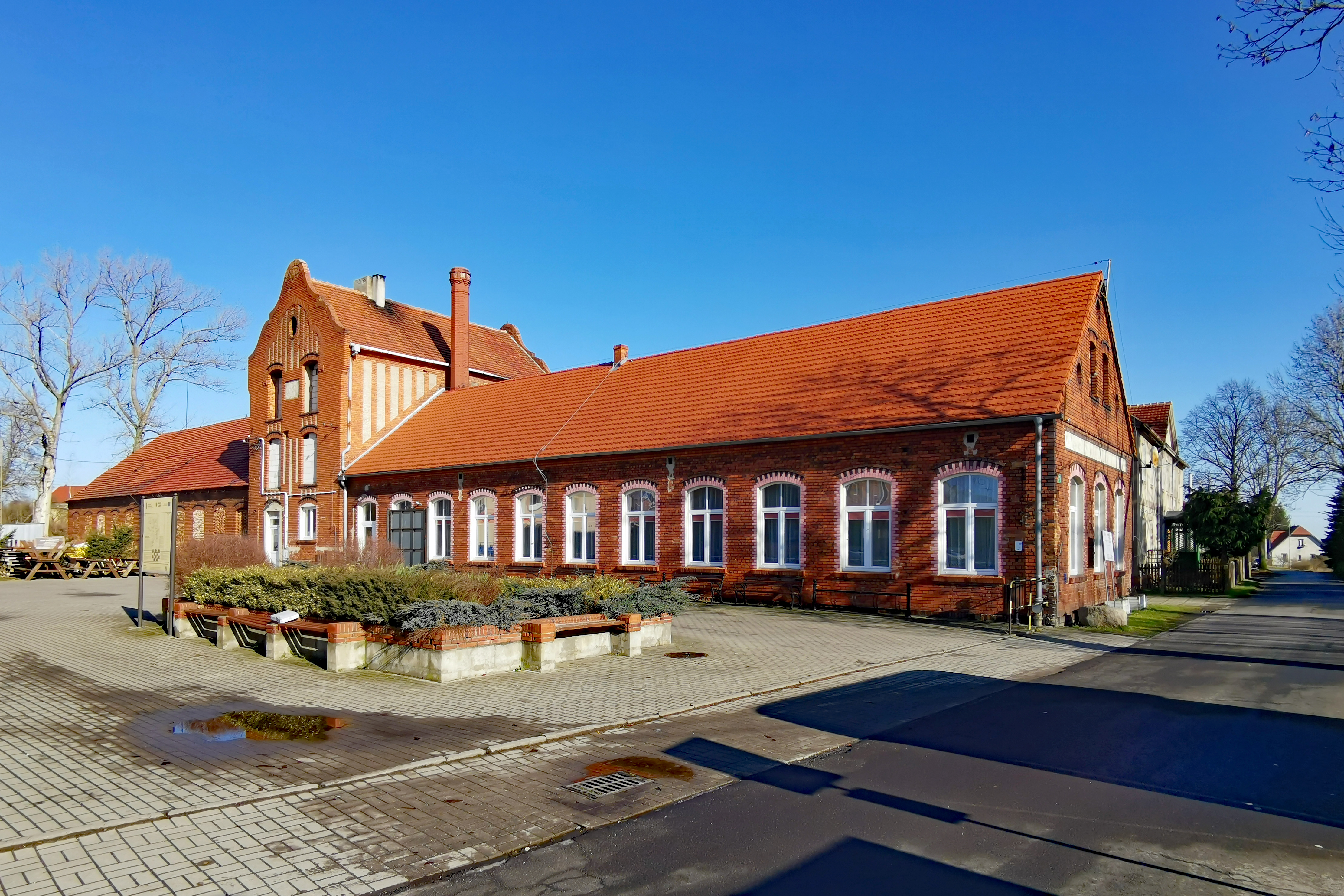
Ehemalige Ofentürenfabrik C. Degwer's Nachfolger August Vogt, Umbau zur Jugendherberge
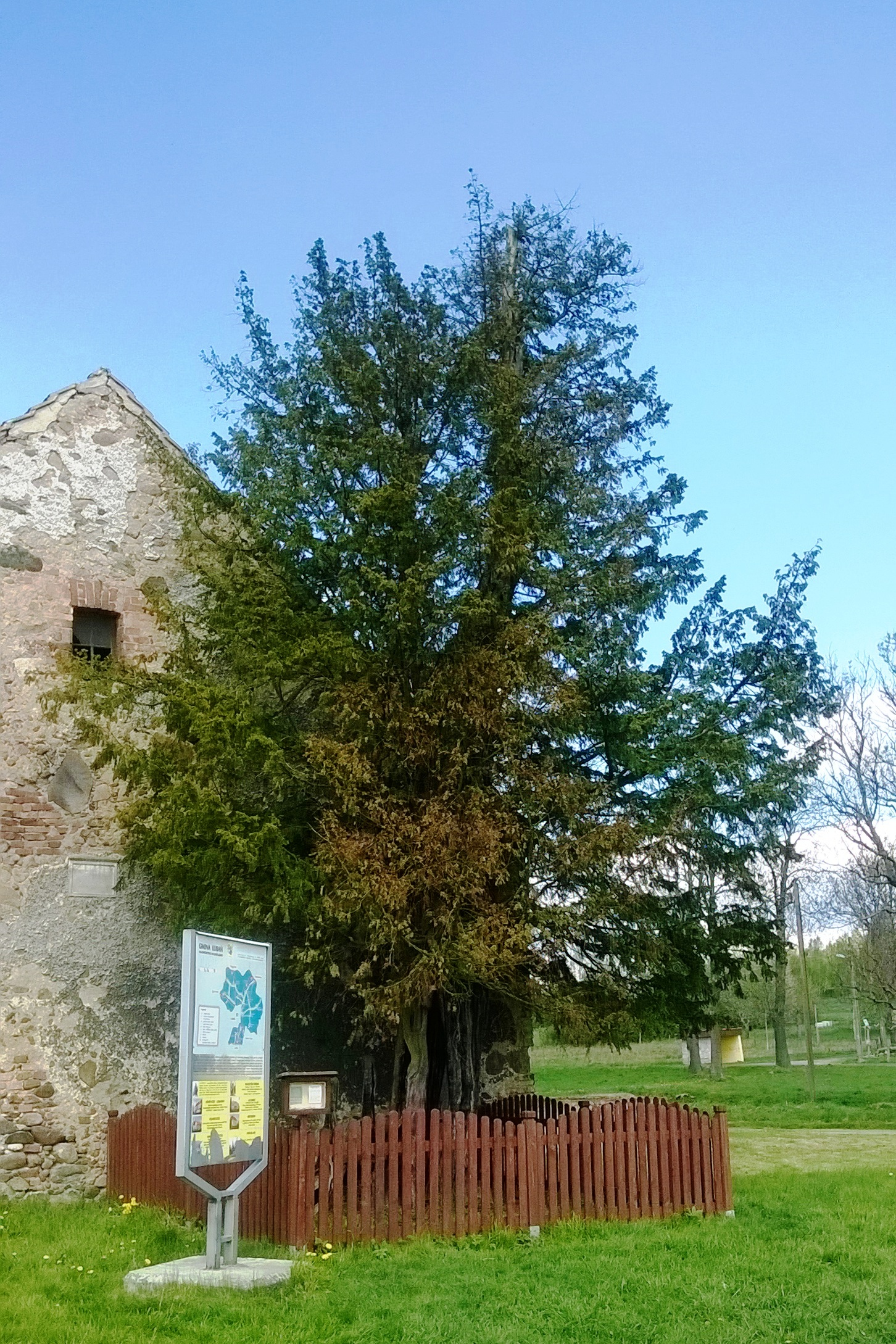
Alte Eibe (Zustand 2016)
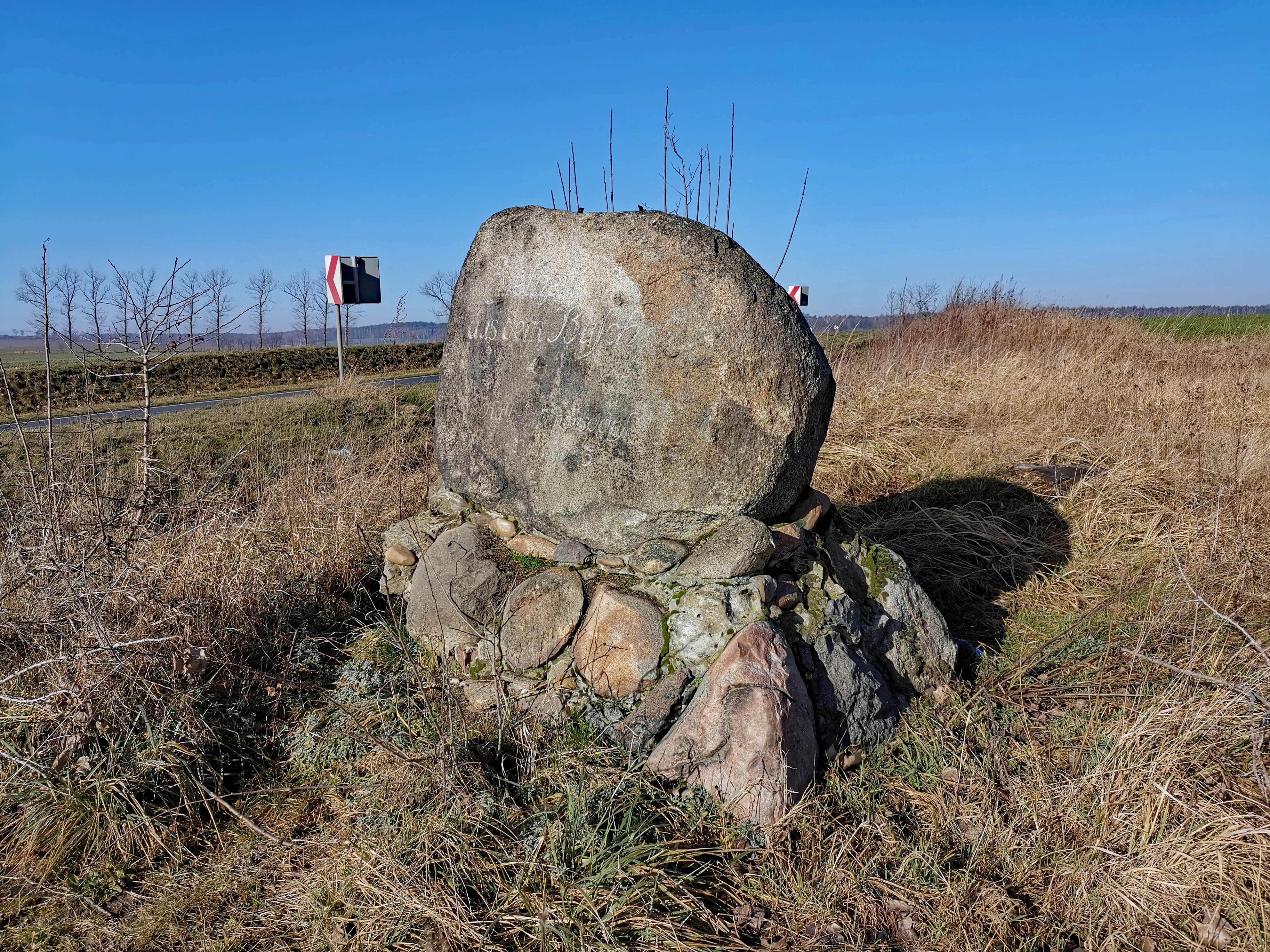
Gedenkstein an Hans Joachim von Zieten (Zustand 2020)